# Liste des évêques de Pala
La préfecture apostolique tchadienne de Dioecesis Palaensis est créée à Pala le 19 décembre 1956, par détachement du diocèse de Garoua (au Cameroun).
Elle est ensuite érigée en évêché le 16 janvier 1964.

## Est préfet apostolique
- 1957-1964 : Honoré Jouneaux O.M.I. (°1911 – † 12 janvier 1993 Pala)

## Puis sont évêques
- 16 janvier 1964 - 28 juin 1975 : Georges-Hilaire Dupont O.M.I. (°16 novembre 1919 Virey – † 20 janvier 2020 Saint-Hilaire-du-Harcouët)
- 26 février 1977 - 25 septembre 2020 : Jean-Claude Bouchard (de) O.M.I. (°25 septembre 1940 Saint-Éloi , Québec)
- depuis le 3 juillet 2021 : Dominique Tinoudji (°8 août 1973, Manli, Tchad)

## Sources
- L'Annuaire pontifical, sur le site http://www.catholic-hierarchy.org, à la page